# 359 a.C.
Il 359 a.C. (CCCLIX a.C. in numeri romani) è un anno  del IV secolo a.C.

## Eventi
- Il minorenne Aminta IV succede al padre Perdicca III sul trono di Macedonia; suo zio Filippo II è nominato suo reggente, ma successivamente proclama sé stesso re.
- Roma
  - Consoli Marco Popilio Lenate e Gneo Manlio Capitolino Imperioso

## Nati
- Cynane, nobile macedone antica († 323 a.C.)
- Filippo III Arrideo, sovrano macedone antico († 317 a.C.)

## Morti
- Miltocite, nobile